# IC 4875
IC 4875 је галаксија у сазвјежђу Телескоп која се налази на листи објеката дубоког неба у Индекс каталогу.
Деклинација објекта је - 52° 4' 31" а ректасцензија 19h 37m 38,7s. Привидна величина (магнитуда) објекта IC 4875 износи 13,9 а фотографска магнитуда 14,5. IC 4875 је још познат и под ознакама ESO 232-12, PGC 63433.